# Еврейски изход от мюсюлманските и арабските страни
Изходът на евреите (от библейския изход) от мюсюлманските (предимно арабски) страни е масовата емиграция на евреите, най-вече сефаради и мизрахи, от арабските и други мюсюлмански страни през XX век.
Еврейската емиграция от Близкия изток и Северна Африка към Ерец Израел започва в края на XIX век, като прераства в масова едва след образуването на еврейската държава Израел и арабско-израелската война (1948). Катализатори за масовата миграция стават избухналите антиеврейски погроми на 1940-те в редица мюсюлмански и предимно арабски страни и в по-големите арабски градове – Багдад, Кайро, Адана, Триполи, Манама, Халеб и др.
В периода от 1948 г. до началото на 1970-те години от арабските страни имигрират доброволно или са избягали или изгонени от 800 хиляди до 1 милион арабски евреи. От тях 260 хил. се преселват в Израел в периода 1948 – 1951 г. и още 600 хил. през 1972 г. Ливан е единствената арабска страна, чието еврейско население нараства след 1948 г., като причината за този своеобразен феномен е, че Ливан е междинна спирка по пътя на еврейската емиграция към Израел. Въпреки това, от 1970-те след на гражданска война в Ливан, еврейското население на страната също започва да намалява, при това значително. До 2002 г., имигранти от арабските страни и техните потомци съставят 41% от населението на Израел, представрявани в Кнесета от партията „Шас“.

## Панорама
- Еврейска сватба в Мароко (Йожен Дьолакроа, Лувър)
- Евреи от Фес (1900 г.) с типичните пунически шапки
- Еврейска невеста от Йемен
- Тунизийски евреи на снимка (1900 г.)